# Humiriastrum liesneri
Humiriastrum liesneri är en tvåhjärtbladig växtart som beskrevs av J. Cuatrec.. Humiriastrum liesneri ingår i släktet Humiriastrum och familjen Humiriaceae. Inga underarter finns listade i Catalogue of Life.